# Орлов Наум Йосипович
Наум Йосипович Орлов (1894, місто Одеса Херсонської губернії, тепер Одеської області — розстріляний 9 вересня 1937, Москва) — радянський військовий діяч, заступник начальника політичного управління Київського військового округу, начальник політичного управління Приволзького військового округу, корпусний комісар. Кандидат у члени ЦК КП(б)У в січні 1934 — травні 1937 р.

## Біографія
Народився у єврейській родині робітника. Закінчив ремісниче училище в Одесі. Працював токарем на одному із одеських заводів.
Осінню 1917 року одним із перших вступив в загін Червоної гвардії. У 1918 році був зарахований курсантом Київських артилерійських курсів. Осінню 1919 року, будучи курсантом РСЧА, брав участь у бойових діях проти військ Денікіна і Петлюри.
Член РКП(б) з травня 1919 року.
У 1919—1922 роках виконував обов'язки політичного працівника у батальйонній і полковій ланці РСЧА. Учасник боїв проти військових формувань Нестора Махна. До листопада 1922 року — військовий комісар 153-го стрілецького полку. У листопаді 1922 — лютому 1923 року — помічник військового комісара 51-ї Перекопської стрілецької дивізії.
У лютому 1923 — квітні 1924 року — начальник політичного секретаріату Київського губернського військового комісаріату і помічник губернського військового комісара.
З квітня 1924 року по листопад 1925 року — начальник політичного відділу 15-ї Сиваської стрілецької дивізії; військовий комісар і начальник політичного відділу 8-ї Мінської стрілецької дивізії. У листопаді 1925 — лютому 1929 року — військовий комісар і начальник політичного відділу 2-ї Кавказької стрілецької дивізії.
У лютому — листопаді 1929 року — старший інструктор 1-го відділу Політичного управління РСЧА. У листопаді 1929 — жовтні 1930 року — працівник для особливо важливих доручень при Політичному управлінні РСЧА. У жовтні 1930 — червні 1931 року — секретар начальника Політичного управління РСЧА Яна Гамарника.
У червні 1931 — квітні 1934 року — помічник командира 14-го стрілецького корпусу Українського військового округу з політичної частини.
У квітні 1934 — квітні 1937 року — заступник начальника політичного управління Українського (з 1935 року — Київського) військового округу.
У квітні — червні 1937 року — начальник політичного управління Приволзького військового округу.
5 червня 1937 року заарештований органами НКВС. Військовою колегією Верховного суду СРСР 8 вересня 1937 року за звинуваченням у військовій змові засуджений до розстрілу. Вирок виконаний 9 вересня 1937 року. Визначенням Військової колегії від 13 жовтня 1956 року реабілітований.

## Звання
- корпусний комісар (22.09.1935)